# Iulius Victor
Iulius Victor (sein Praenomen ist nicht bekannt) war ein im 3. Jahrhundert n. Chr. lebender Angehöriger des römischen Ritterstandes (Eques).
Durch eine Inschrift, die beim Kastell Habitancum gefunden wurde und die auf 201/300 datiert wird, ist belegt, dass Victor Tribun der Cohors I Vangionum war, die in der Provinz Britannia stationiert war. Aus der Inschrift geht auch hervor, dass er gleichzeitig eine vexillatio Gaesatorum Raetorum kommandiert hat. Bei Habitancum wurden noch zwei weitere Weihinschriften gefunden, die Victor errichten ließ.